# لیک لنا (مینه‌سوتا)
لیک لنا (به انگلیسی: Lake Lena) یک منطقهٔ مسکونی در ایالات متحده آمریکا است که در شهرستان پین، مینه‌سوتا واقع شده‌است. لیک لنا ۳۰۹٫۹۹ متر بالاتر از سطح دریا واقع شده‌است.